# Tiringueo de Arriba
Tiringueo de Arriba är en ort i Mexiko.   Den ligger i kommunen San Lucas och delstaten Michoacán de Ocampo, i den södra delen av landet, 200 km sydväst om huvudstaden Mexico City. Tiringueo de Arriba ligger 308 meter över havet och antalet invånare är 106.
Terrängen runt Tiringueo de Arriba är kuperad åt nordost, men åt sydväst är den platt. Runt Tiringueo de Arriba är det ganska glesbefolkat, med 30 invånare per kvadratkilometer. Närmaste större samhälle är Huetamo de Núñez, 17,6 km nordväst om Tiringueo de Arriba. I omgivningarna runt Tiringueo de Arriba växer huvudsakligen savannskog.